# Бастанська сільська рада
Баста́нська сільська рада (рос. Бастанский сельский совет) — сільське поселення у складі Михайловського району Алтайського краю Росії.
Адміністративний центр та єдиний населений пункт — село Бастан.

## Населення
Населення — 858 осіб (2019; 1043 в 2010, 1270 у 2002).